# Портокал
Портокалът, или по-точно сладкият портокал, е цитрусовото дърво Citrus sinensis и неговият плод. Портокалът е хибрид с древен произход, вероятно между помело (Citrus maxima) и мандарина (Citrus reticulata). То е малко цъфтящо дърво, растящо до 10 м височина с вечнозелени листа, които са подредени алтернативно, имат яйцеобразна форма и са 4 – 10 см дълги. Богат е на витамин С. Портокаловият плод е вид месест семков плод.
Портокалите произхождат от югоизточна Азия – Индия, Виетнам и южен Китай. Плодът на Citrus sinensis е наречен сладък портокал, за да се различава от Citrus aurantium, който е „горчив портокал“. Английската дума произлиза от Санскрит:naranga-s („оранжево дърво“). В редица езици, портокалът е известен като „Китайска ябълка“ (например на холандски „Sinaasappel“ –  „Китайска ябълка“, а оттам и на руски „Апельсин“).

## Плод
Всички цитрусови дървета произлизат от един ботаничен източник – рода Citrus, и остават широко междуплодящи се. Въпреки това имена са дадени на всички членове на цитрусовото семейство. Всички те са месести семкови плодове.

## Видове

### Персийски портокал
Персийският портокал, широко разпространен в южна Европа след като е бил донесен в Италия през 11 век, е бил горчив. Сладките портокали, донесени в Европа през 15 век от Индия от португалски търговци, бързо изместили горчивия и са сега най-често отглеждания вид портокали. Сладкият портокал ще израства в различни цветове и размери според местните условия, най-често с 10 прости пестика, или сегменти, вътре в плода.
Португалски, испански, арабски, и холандски моряци засаждали цитрусови дървета по търговските пътища, за да се предпазят от скорбут. По време на второто си пътешествие през 1493 г., Христофор Колумб занесъл семена на портокали, лимони и цитрони в Хаити и Карибите. Те били въведени във Флорида (заедно с лимоните) през 1513 г. от испанския изследовател Juan Ponce de Leon, и били внесени в Хавай през 1792 г.

### Безсемков портокал (Пъпов портокал)
Една-единствена мутация през 1820 г. в овощна градина засадена със сладки портокали в манастир в Бразилия е довела до появата на безсемковия портокал, известен още като „Вашингтон“, „Ривърсайд“ или „безсемков Бахи“. Мутацията причинява развитието на втори портокал на базата на основния плод. Вторият портокал се развива като свързан близнак с по-малки сегменти закрепени за обелката на по-големия портокал. Отвън, по-малкият, недоразвитият близнак оставя образувание на дъното на плода, наподобяващо човешки пъп. Това е и причината той да бъде наречен пъпов портокал (на англ. Navel orange).
Понеже мутацията е оставила плода без семена, т.е. стерилен, единственият начин на култивация на този вид е чрез присаждане на изрезки към друго цитрусово дърво.
До днес тези портокали се отглеждат чрез отрязване на растението и присаждане. Поради факта, че този способ не позволява смесване на генетичния код както става при нормалните процеси на оплождане на растенията, гените на безсемковия портокал са същите, каквито са били и тези на мутиралото в бразилския манастир дърво.
В редки случаи по-нататъшни мутации могат да доведат до появата на нови видове.

### Портокал Валенсия
Портокалът Валенсия е един от сладките портокали, използвани за производство на сок. Той е късносезонен плод и се появява след като на безсемковите портокали им изтече сезонът. Поради тази причина портокалът бе избран да бъде официалният талисман на турнира 1982 FIFA World Cup, провел се в Испания. Името на талисмана било „Naranjito“ („Портокалче“), и е имал цветовете на екипите на Испанския футболен отбор.

### Кървав портокал
Кървавият портокал има червени ивици в плода, а сокът често е с тъмен бургундов цвят. Плодът е намерил ниша като интересна съставка вариация на традиционния Севилски мармалад, с правите си червени линии и отличителния вкус.

## Производство
Според FAOSTAT, топ производителите на портокали (в тонове) през 2005 г. са били Бразилия, следвана от САЩ и Мексико.
| Топ Производители на портокали – 2005 (милиони тонове) | Топ Производители на портокали – 2005 (милиони тонове) |
| ------------------------------------------------------ | ------------------------------------------------------ |
| Бразилия                                               | 17.8                                                   |
| САЩ                                                    | 8.4                                                    |
| Мексико                                                | 4.1                                                    |
| Индия                                                  | 3.1                                                    |
| Китай                                                  | 2.4                                                    |
| Испания                                                | 2.3                                                    |
| Италия                                                 | 2.2                                                    |
| Иран                                                   | 1.9                                                    |
| Египет                                                 | 1.8                                                    |
| Пакистан                                               | 1.6                                                    |
| Общо за целия свят                                     | 61.7                                                   |
| Източник: UN Food & Agriculture Organisation (FAO)     |                                                        |

## Чувствителност към измръзване
Портокаловите дървета и плодове са податливи на измръзване. Честа практика е ползването на пръскачки за покриването им с вода, когато се очаква падане на температурите под точката на замръзване. Това предпазва насажденията, защото замръзването на водата отделя топлинна енергия, защитавайки листата при образуването на лед. Тънкият слой вода/лед също служи за изолация на листата от въздействието на студения вятър.

## Етимология
на английски: Orange произхожда от Санскрит и означава „оранжево дърво“. Санскритското наименование е било заето в Европейските езици както следва: Персийски nārang, Арменски nārinj, Арабски nāranj, (Испански naranja, Португалски laranja), Латински arangia, Италиански arancia или arancio, и Стар Френски orenge, в хронологичен ред.
Някои езици имат различни думи за горчивия и сладкия портокал, като съответно в съвременния гръцки език те са nerantzi (нерандзи) и portokali (портокали). Или в персийския, думите са narang и porteghal (в превод „Португалия“ – поради това, че сладкият портокал е внесен в Европа от португалците). Поради същата причина в някои езици е наричан Applesin (и производни нему), което значи „Ябълка от Китай“, докато горчивият портокал е бил внесен от Персия.
Българската дума Портокал е производна на тези, именуващи плода на португалците, които са го донесли на континента.

## Портокалът в световната култура
- Outspan, клон на Fyffes, са имали „моторизирани портокали“ произведени през 1972, с цел да рекламират плодовете си.
- В Кръстникът и продълженията му наличието на портокали на екрана е признак за предстояща смърт или злополука.

## Галерия
- Снимка на Cara Cara портокал (вляво) с розов грейпфрут за сравнение на размер и цвят.
- Докато все още имат оранжева кора, кървавите портокали има червени резки в плода и тъмна бургундеста месеста част.
- Портокал тип 'Ambersweet'
- Портокалова гора заснета от въздуха
- Портокалови семена
- Портокали и портокалов сок